# Guy Louis de Durfort de Lorges
Pour les articles homonymes, voir Durfort et Lorges.
Guy Louis de Durfort, 2e duc de Lorges (18 février 1714 – Paris, 10 décembre 1775), est un militaire français du XVIIIe siècle.

## Biographie
Guy Louis de Durfort, frère puîné du Maréchal de Randan, fut connu d'abord sous le nom de chevalier de Lorges.

### Guerre de Succession de Pologne
Il leva une compagnie au régiment de cavalerie de Lorges (depuis Randan), par commission du 2 février 1727, et servit, la même année, au camp de la Sambre. Il passa, avec ce régiment, à l'armée d'Italie, au mois d'octobre 1733, et se trouva à la conquête du Milanais (guerre de Succession de Pologne), aux mois de novembre et décembre de la même année, et aux mois de janvier et février 1734.
Devenu colonel-lieutenant du régiment Royal La Marine, par commission du 10 mars suivant, il le commanda à l'armée du Rhin, se trouva à l'attaque des lignes d'Ettlingen, qui furent forcées, et monta plusieurs tranchées au siège de Philippsbourg (1734). Il continua de servir à la même armée, en 1735 : la paix se fit au mois d'octobre.
Il prit le nom de comte de Lorges, au mois de février 1737, en se mariant.

### Guerre de Succession d'Autriche
Il servit à l'armée de Flandre, sous le maréchal de Noailles, en 1742, et contribua à la défense de cette frontière.
Créé brigadier des armées du Roi, par brevet du 20 février 1743, il fut employé, en cette qualité, à l'armée du Rhin, sous le maréchal de Noailles, par lettres du 1er avril. Il se trouva à la bataille de Dettingen, finit la campagne en Basse-Alsace, sous le même général, et commanda pendant l'hiver à Aire[Laquelle ?], par lettres du 1er janvier 1744.
Employé à l'armée de Flandre, par lettres du 1er avril suivant, il servit, sous les ordres du roi, aux sièges de Menin, d'Ypres (1744) et de Furnes. Il joignit, au mois de juillet, l'armée commandée par le maréchal de Saxe, et finit la campagne au camp de Courtrai.
Il obtint une place de menin de Mgr le dauphin, par brevet du 18 février 1745. Il fut employé à l'armée de Flandre, par lettres du 1er avril.
Créé maréchal-de-camp, par brevet du 1er mai, il se trouva, comme brigadier, à la bataille de Fontenoy, au siège et à la prise de la ville de Tournai. Déclaré maréchal-de-camp, le 1er juin, il se démit de son régiment, et servit, en sa nouvelle qualité, au siège de la citadelle de Tournai, et à la prise d'Oudenarde, de Dendermonde et d'Ath.
Employé à l'armée de Flandre, par lettres du 1er mai 1746, il couvrit, avec l'armée, les sièges de Mons (1745), de Charleroi (1746) et de Namur, et se trouva à la bataille de Raucoux.
Employé à l'armée des Pays-Bas, par lettres du 1er mai 1747, il joignit, le 7, les troupes qui étaient aux ordres du marquis de Contades, servit aux sièges des forts de Lieskenshocke et de la Perle, aux sièges d'Hulst et d'Axel, et combattit ensuite à Lawfeld.
Il obtint, au mois de décembre, le gouvernement de Redon.
Employé à la même armée, par lettres du 15 avril 1748, il servit au siège de Maestricht. Il obtint le pouvoir de lieutenant-général des armées du roi, le 10 mai ; revint à la cour, le 14 ; et fut déclaré lieutenant général, au mois de décembre.
Il servit au camp de Gray, sous les ordres du duc de Randan son frère, par lettres des 13 juin 1753 et 1754.

### Guerre de Sept Ans
Employé à l'armée que le roi envoyait en Allemagne, par lettres du 1er mars 1757, il se rendit à Düsseldorf, le 25 avril, et servit d'abord au corps séparé que commandait le prince de Soubise. Détaché ensuite, avec la compagnie de grenadiers et deux cents chevaux, pour concourir à la prise de Bielefeld, il ne put arriver qu'après que cette place fut emportée pur le comte de Chabot[Qui ?]. Il joignit ensuite l'armée commandée par le maréchal d'Estrées, et se trouva à la bataille d'Hastembeck. Il rejoignit l'armée commandée par le prince de Soubise, sur les frontières de la Saxe, et fut détaché avec trois brigades de cavalerie et une de dragons, pour éclairer les mouvements des Prussiens et rassembler des subsistances. Il combattit à Rosback, et commanda, pendant l'hiver, à Hanau.
Il se trouva, en 1758, à la bataille de Crewelt, sous les ordres de M. le comte de Clermont, et finit la campagne sous ceux du marquis de Contades, qui se tint sur la défensive.
Employé en Guyenne, par lettres du 1er mai 1759, il y commanda encore, sous l'autorité du maréchal de Richelieu, et en chef en son absence.
Il obtint un brevet de duc, le 21 avril 1759, et prit le nom de duc de Lorges, le même jour[réf. à confirmer].

### Postérité
Petit-fils de Guy Aldonce II de Durfort (1630-1702), 1er duc de Quintin, dit le maréchal de Lorges, Guy Louis était le fils cadet de Guy Nicolas de Durfort (20 février 1683 - Chaillot, 3 mars 1758), 2e duc de Quintin, 1er duc de Lorges (1706), capitaine des Gardes du corps du roi, et de Geneviève Chamillart (24 octobre 1685 - Paris, 31 mai 1714), fille de Michel Chamillart, secrétaire d'État à la Guerre et contrôleur général des Finances de Louis XIV.
- Il épousa, le 26 février 1737 (publication des bans à Avessac[5],[n 2]), Marie Marguerite Reine Butault de Marsan de Keramprat (1718-1788), « comtesse de Lorges », dame du palais (1745-1746) de la première dauphine Marie-Thérèse d'Espagne, puis dame du palais (1747-1762) de la deuxième dauphine Marie-Josèphe de Saxe, fille de Jacques Joseph Butault (1682-1728), seigneur de Marsan, conseiller au parlement de Bretagne, et de Marie Françoise Le Jacobin de Keramprat. Ensemble, ils eurent :
  - Guyonne Marguerite Philippine de Durfort-Lorges (26 décembre 1739 - 26 février 1806), dame surnuméraire (1757-1767) de la dauphine Marie-Josèphe de Saxe, dame du palais (1770-1774) de la dauphine Marie Antoinette, dame du palais (1774-1789) de la reine Marie-Antoinette d'Autriche, mariée le 30 janvier 1754 avec Renaud César de Choiseul (1735-1791), duc de Praslin, dont postérité ;
  - Guy Augustin (30 août 1740 - 20 février 1754) ;
  - Adélaïde Philippine (16 septembre 1744 - château de Fontpertuis (Lailly-en-Val, Loiret), 13 décembre 1819), dame pour accompagner la Dauphine (1762), puis dame d'honneur (1774-1789) de la comtesse d’Artois (Marie-Thérèse de Savoie), mariée, le 22 mai 1762 au château de Fontpertuis, avec Jean-Laurent de Durfort-Civrac (1746-1826), 1er duc de Lorges (2de création) ;
  - Guy Michel (10 janvier 1751 - 24 juillet 1753).

## Armoiries
Écartelé: aux 1 et 4, d'argent, à la bande d'azur (Durfort); aux 2 et 3, de gueules, au lion d'argent (Lomagne), au lambel de gueules en chef, brochant sur les deux premiers quartiers,.